# Liczby Sierpińskiego
Liczby Sierpińskiego – nieparzyste liczby naturalne {\displaystyle k} takie, że {\displaystyle k2^{n}+1} jest liczbą złożoną dla dowolnego naturalnego {\displaystyle n}.
Zatem jeśli {\displaystyle k} jest liczbą Sierpińskiego, to wszystkie liczby w poniższym zbiorze są złożone:
{\displaystyle A_{k}:=\left\{\,k2^{n}+1:n\in \mathbb {N} \,\right\}.}
W roku 1960 Wacław Sierpiński wykazał, że istnieje nieskończenie wiele liczb całkowitych {\displaystyle k} spełniających powyższy warunek.

## Problem Sierpińskiego
Problem Sierpińskiego to zagadnienie znalezienia najmniejszej liczby Sierpińskiego.
W 1962 r., John Selfridge wykazał, że 78 557 jest liczbą Sierpińskiego. Ponadto wykazał on że jeśli {\displaystyle k=78\,557,} to wszystkie liczby postaci {\displaystyle k2^{n}+1} posiadają rozkład na czynniki pierwsze zawarte w zbiorze {\displaystyle \{3,5,7,13,19,37,73\}.} Ponadto w 1967 r. Sierpiński i Selfridge postulowali (lecz nie potrafili wykazać) iż 78 557 jest najmniejszą liczbą Sierpińskiego, a więc jest rozwiązaniem problemu Sierpińskiego. Aby to udowodnić, trzeba wykazać, że wszystkie nieparzyste liczby mniejsze od 78 557 nie są liczbami Sierpińskiego. To znaczy, że istnieje takie {\displaystyle n} że {\displaystyle k2^{n}+1} jest liczbą pierwszą.
W listopadzie 2007 r. istniało tylko sześć liczb, które nie zostały wykluczone jako możliwe liczby Sierpińskiego i mogą stanowić rozwiązanie problemu. Seventeen or Bust, jest rozproszonym projektem obliczeniowym sprawdzającym te liczby. Jeśli projekt ten odnajdzie liczbę pierwszą właściwej postaci dla każdego z pozostałych {\displaystyle k,} to problem Sierpińskiego zostanie ostatecznie rozwiązany.

## Znane wyniki
Następujące {\displaystyle k} zostały wykluczone przez projekt Seventeen or Bust.
| Lp. | k      | n          | Cyfry dla k·2n+1 | Data odkrycia        | Znalezione przez    |
| --- | ------ | ---------- | ---------------- | -------------------- | ------------------- |
| 1   | 4 847  | 3 321 063  | 999 744          | 15 października 2005 | Richard Hassler     |
| 2   | 5 359  | 5 054 502  | 1 521 561        | 6 grudnia 2003       | Randy Sundquist     |
| 3   | 10 223 | 31 172 165 | 9 383 761        | 31 października 2016 | Péter Szabolcs      |
| 4   | 19 249 | 13 018 586 | 3 918 990        | 26 marca 2007        | Konstantin Agafonow |
| 5   | 21 181 |            |                  |                      |                     |
| 6   | 22 699 |            |                  |                      |                     |
| 7   | 24 737 |            |                  |                      |                     |
| 8   | 27 653 | 9 167 433  | 2 759 677        | 8 czerwca 2005       | Derek Gordon        |
| 9   | 28 433 | 7 830 457  | 2 357 207        | 30 grudnia 2004      | Anonymous           |
| 10  | 33 661 | 7 031 232  | 2 116 617        | 13 października 2007 | Sturle Sunde        |
| 11  | 44 131 | 995 972    | 299 823          | 6 grudnia 2002       | deviced (pseudonim) |
| 12  | 46 157 | 698 207    | 210 186          | 26 listopada 2002    | Stephen Gibson      |
| 13  | 54 767 | 1 337 287  | 402 569          | 22 grudnia 2002      | Peter Coels         |
| 14  | 55 459 |            |                  |                      |                     |
| 15  | 65 567 | 1 013 803  | 305 190          | 3 grudnia 2002       | James Burt          |
| 16  | 67 607 |            |                  |                      |                     |
| 17  | 69 109 | 1 157 446  | 348 431          | 7 grudnia 2002       | Sean DiMichele      |